# José Enrique Reina Lizárraga
José Enrique Reina Lizárraga (San Luis Río Colorado, Sonora; 12 de agosto de 1969) Miembro del Partido Acción Nacional, en el 2012 al 2015 ocupó el cargo de diputado federal por el Distrito I del estado de Sonora, y fue dos veces Presidente Municipal de San Luis Río Colorado para los periodos 2000-2003 y 2015-2018.
José Enrique Reina Lizárraga es Ingeniero Mecánico Electricista desde 1993. Dentro de su trayectoria política se encuentra ser miembro del PAN en Sonora desde 1998, así como Secretario del Comité Directivo Estatal del PAN en Sonora de 2003 a 2005 y Presidente del Comité Directivo Estatal Sonora de 2005 a 2009, todos por el Partido Acción Nacional. 
Además fue elegido síndico del PAN para el periodo 1994 a 1997 y también como Presidente Municipal de San Luis Río Colorado de 2000 a 2003. 
Enrique Reina Lizárraga también se desempeñó como diputado Local de Sonora para la LXI Legislatura (de 2009 a 2012) donde ocupó varios puestos en comisiones y fungió como coordinador del grupo parlamentario del PAN. También fue director de Obras y Servicios Públicos del Ayuntamiento de San Luis Río Colorado entre 1997 y 2000.